# ティッセンクルップ

ロゴ

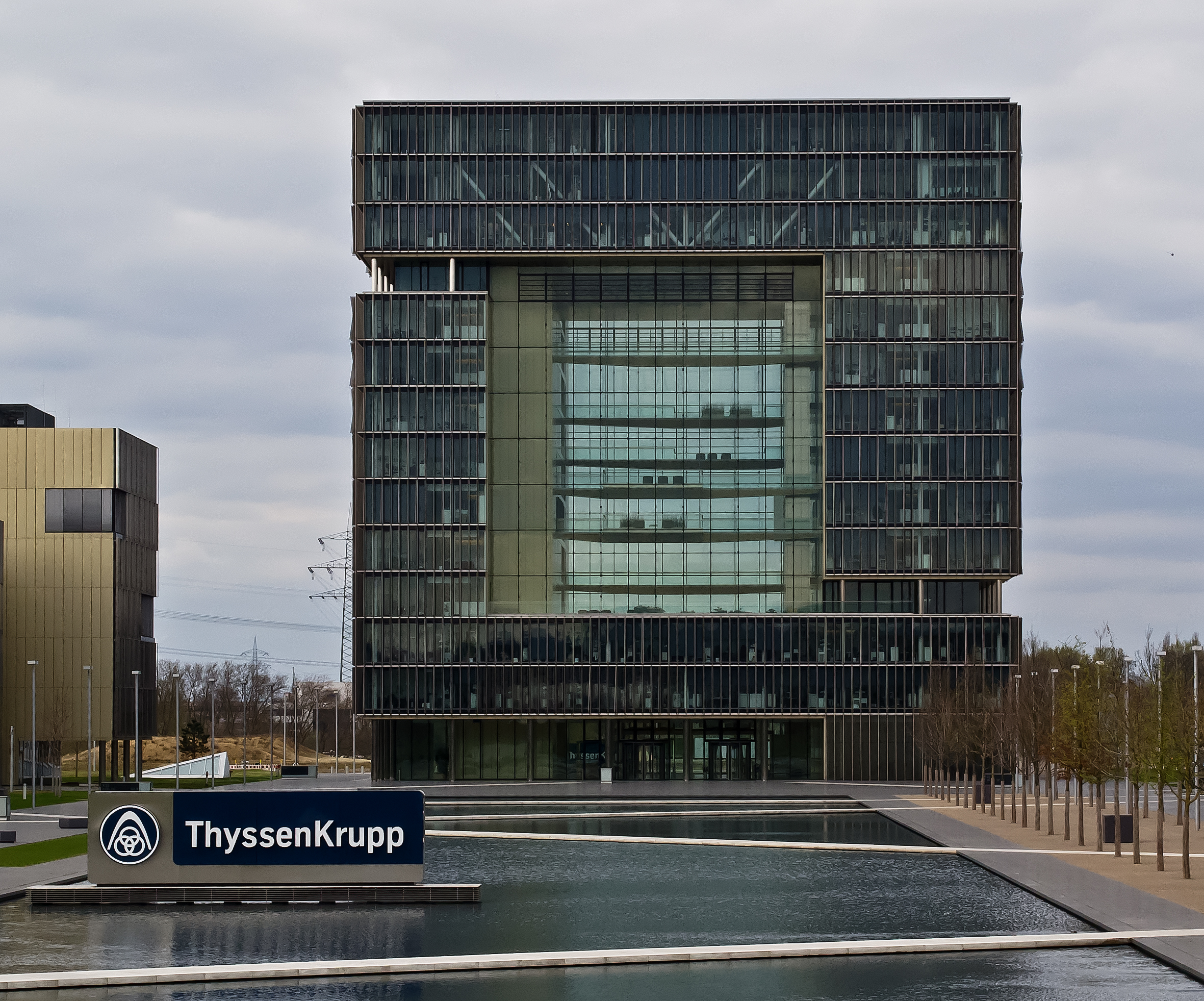
エッセンに建設された本社ビル

ティッセンクルップ (独: ThyssenKrupp AG) は、ドイツのエッセンに本社のある鉄鋼・工業製品メーカー。テュッセンクルップとも表記する。ロンドン・フランクフルト証券取引所に上場している（LSE: THK、FWB: TKA）。

## 沿革
フリッツ・ティッセンが家業を継ぎ製鉄を中心として機械なども手がけてきたデュッセルドルフのティッセン社と、発明家フリードリヒ・アルフレート・クルップが継いで製鉄から始まり重機や兵器を製造していたエッセンのクルップ社の、ドイツを代表する二つの重工業コングロマリットが1999年3月に合併、ティッセンクルップが設立された。2005年、ホヴァルツヴェルケ＝ドイツ造船の株式を買収し、ティッセンクルップ・マリン・システムズの子会社とした。2000年代以降、事業規模の拡大を模索。アメリカアラバマ州に工場を新設、ブラジルでも合弁企業を立ち上げ高炉を新設する計画を立ち上げた。しかし、これら工場が完成したのは、世界金融危機 (2007年-)後の2010年であり、会社の経営に大きなダメージを与えることとなった。このため工場は完成直後から処分の模索が進められ、アラバマ工場は2013年に新日鐵住金とミタルスチールの連合体に約1,580億円で売却された。
2015年、ティッセン・クルップ・スチール・ヨーロッパ（tkSE）を設立し、2016年にはJFEスチールとの間で自動車部品用鋼板の新成形技術のクロスライセンス契約を締結した。2017年9月20日には、タタ・スチールとの間で欧州の鉄鋼事業を統合することで暫定合意したが、ティッセンクルップの株主や労働組合の反対により統合に向けた作業が難航、欧州委員会の独占禁止当局の反対も加わり承認を得るのが困難となったことから、2019年5月10日、統合断念を発表した。
同社の筆頭株主はクルップ社会長のアルフリート・クルップ・フォン・ボーレン・ウント・ハルバッハの死後、その株式を移管されたアルフリート・クルップ・フォン・ボーレン・ウント・ハルバッハ財団であり、株式の21%を保有している。本社は、当初はデュッセルドルフに置かれていたが、2010年にエッセンに移転された。2018年現在の従業員数は約16万人である。
2024年12月、ティッセンクルップ・スチールは2030年までの人員削減案を発表。生産の削減と管理の合理化を通じて約5000人、さらに事業の売却などを通じて6000人、計11000人を削減するとした。

### 事件
2007年イタリアのトリノ工場で火災が発生し、セキュリティ対策不足の原因により作業員7名が死亡した。検察官らは同社CEOエスペンハンを「結果的な悪意に基づく自発的な複数人の殺害」（"omicidio volontario multiplo con dolo eventuale"）により起訴したほか、5名のマネジャー（イタリア人4名、ドイツ人1名）を起訴。
容疑者らは2011年にそれぞれ有罪宣告を受け、最終的にはイタリア最高裁判所が2017年10月、元CEOを懲役9年8ヶ月、マネジャーらを懲役7年から8年などの刑に処した。

## 主な事業内容
グローバルでは以下の5つのビジネス部門に分かれている。
- コンポーネント部門

自動車部品（ビルシュタイン）や旋回ベアリングの製造。自動車部品用鋼板の生産でJFEスチールと提携している。
- エレベーター部門

エレベーター、エスカレーター、動く歩道、階段昇降機を扱う。1998年にティッセンが米国Dover Corporationから買収したエレベーター事業の後身。2020年、エレベーター事業を米投資会社アドベント・インターナショナルなどの陣営に売却すると発表した。その後、エレベーター部門は「TK Elevator」として分社化した。
- インダストリアル・ソリューション

産業用プラントの建設。
- マテリアル部門

ステンレス、プラスチックなどの加工・製造。
- 鉄鋼

ヨーロッパ向け鉄鋼事業。
このほか、造船事業を手掛けるグループ企業として、ティッセンクルップ・マリン・システムズ（本社：キール）があり、ドイツのほかカナダに法人を持つ。

## 日本におけるティッセンクルップ
日本では以下の現地法人を持つ。
- ティッセンクルップ・ジャパン株式会社（thyssenkrupp Japan K.K.）

自動車部品を扱う。本社は東京赤坂ガーデンシティ。
- ティッセンクルップ ローテエルデ ジャパン株式会社（thyssenkrupp rothe erde Japan Ltd.）

旋回ベアリングを扱う。本社は中央区八丁堀の京橋宝町PREX。大阪市に支社、羽咋市と北九州市に工場を持つ。2018年に日本ロバロより改称。
- ティッセンクルップ・アクセス・ジャパン株式会社（thyssenkrupp Access Japan Co., Ltd.）

階段昇降機を扱う。本社は東京赤坂ガーデンシティ。大阪市に支社を持つ。
- ティッセンクルップ・ニューセラ株式会社（thyssenkrupp nucera (Japan) Ltd.）

プラントやシステムにおけるエンジニアリング事業。本社は日本橋さくらビル。岡山市に支社を持つ。
- ティッセンクルップ・スチールジャパン合同会社（thyssenkrupp Steel Japan GK）

鉄鋼部門。本社は新宿三井ビルディング。